# Bulla (amulet)

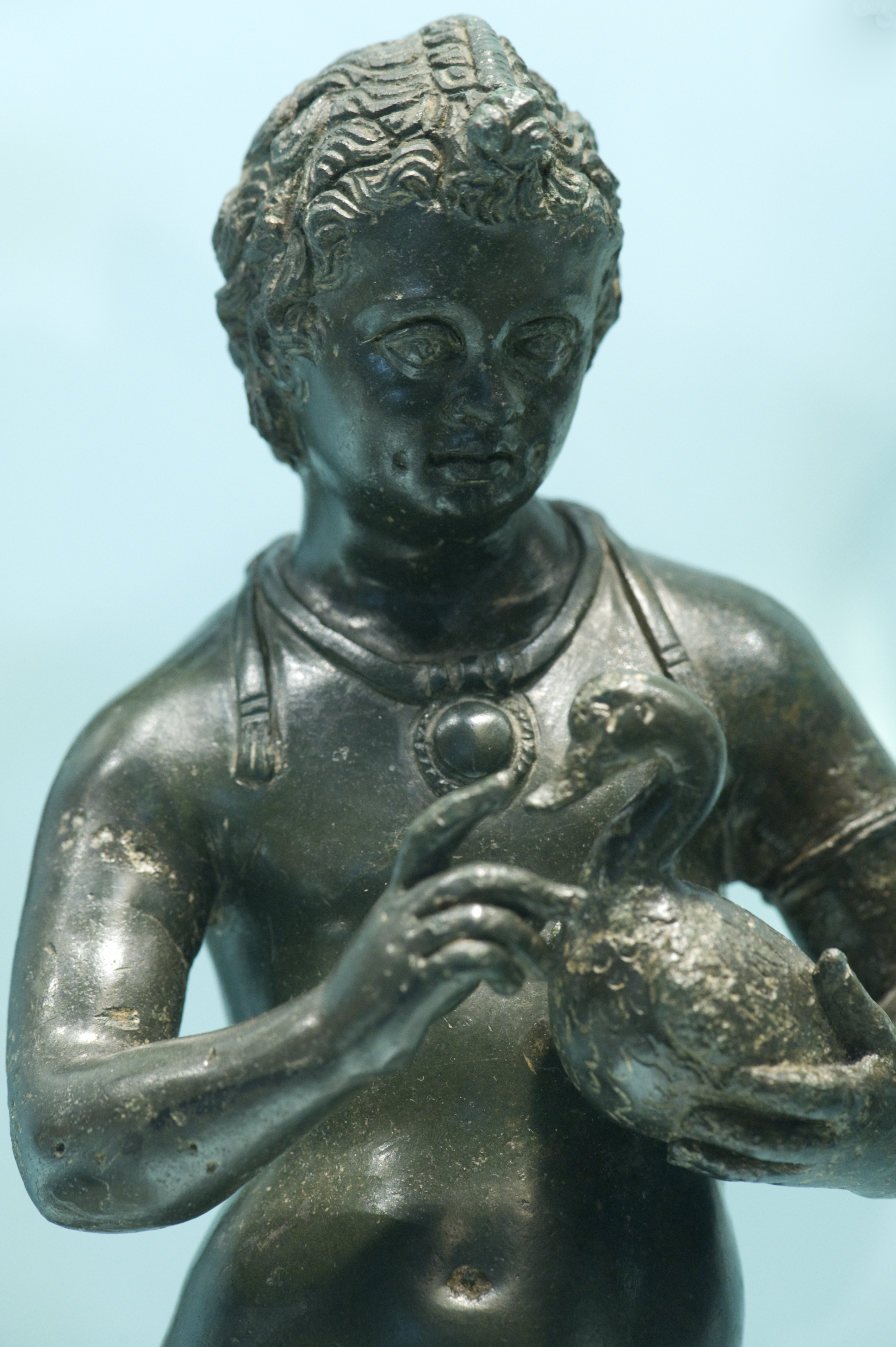
Etruskisch beeldje (detail) van een jongen met bulla. Uit Montecchio. Brons. Ca. 100 v.Chr. Leiden, RMO.

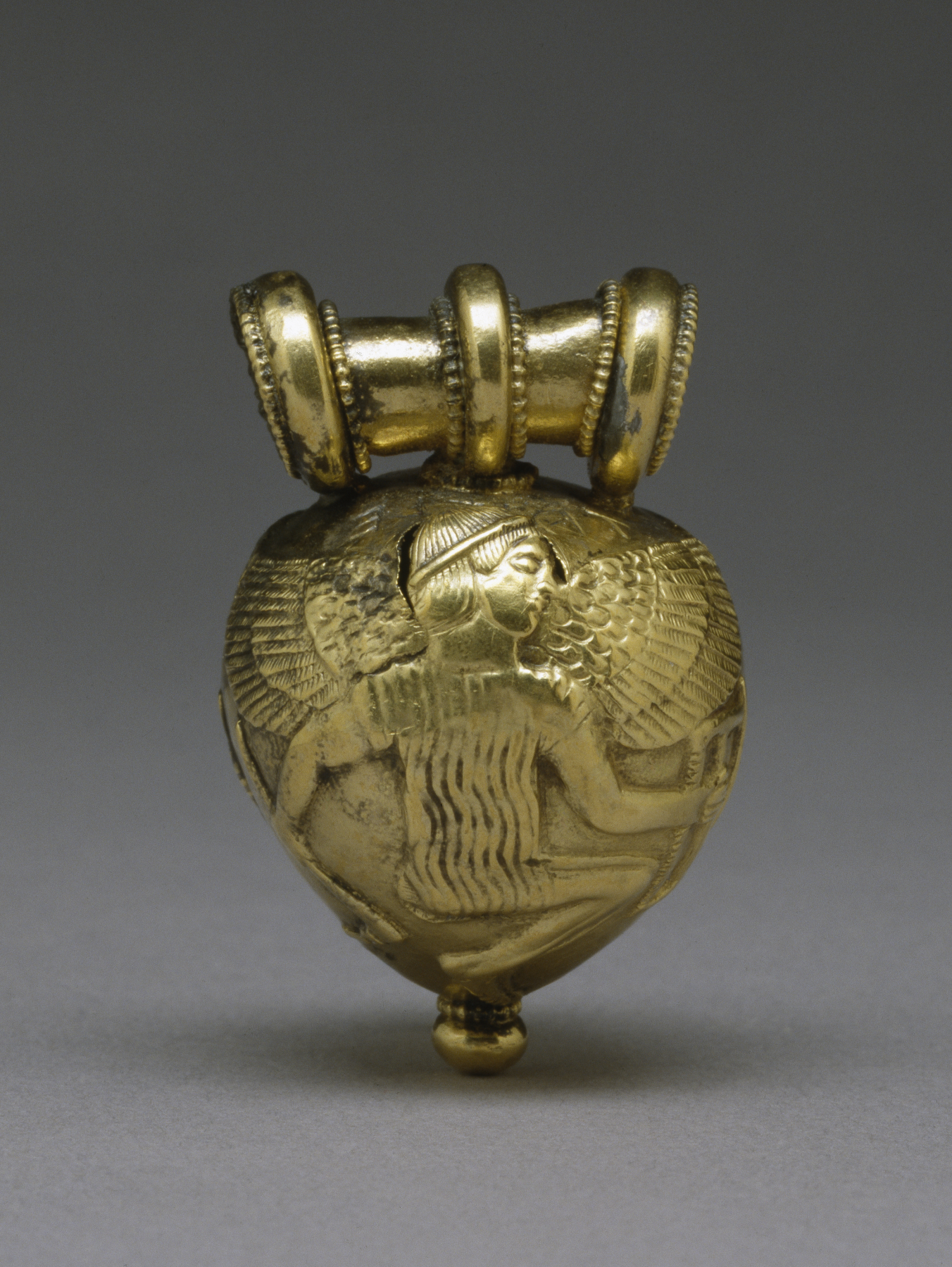
bulla waarop Icarus is weergegeven

Een bulla (uit het Latijn: bulla) is een sieraad dat in de oudheid door jonge jongens van aristocratische Etruskische en Romeinse families om de hals werd gedragen.
Een bulla bestaat in de regel uit een bolle ronde schijf van enkele centimeters in diameter, bevestigd aan een kokertje waardoor het draagkoord werd geregen. De mooiste zijn van goud en hebben figuratieve (vaak mythologische) voorstellingen in drijfwerk. De bulla is waarschijnlijk, zoals ook enkele Romeinse schrijvers meenden, van Etruskische origine. Een van de oudste exemplaren werd gevonden in de Etruskische stad Tarquinia, in een graf uit het einde van de 9e eeuw v.Chr. van een kind van 7 of 8 jaar oud. De functie van de bulla is niet helemaal duidelijk. Reeds Plutarchus boog zich over dit probleem. Opmerkelijk is dat in de Etruskische kunst niet alleen jongens maar ook goden en halfgoden, een priesteres en in een enkel geval zelfs paarden (de beroemde gevleugelde paarden van de Ara della Regina-tempel te Tarquinia) op de bulla gelijkende objecten dragen. Mogelijk gaat het hier om andersoortige bulla's. We mogen aannemen dat in ieder geval de 'kinderbulla's', die mogelijk geneeskrachtige kruiden (remedia) of iets dergelijks hebben bevat, een kwaadafwerende werking werd toegedicht en dus als amuletten hebben gefungeerd. Bij de Romeinen droegen alleen vrije jongens een bulla, tot het moment waarop zij volwassen werden (rond het 15e levensjaar): dan werd de bulla afgedaan en geofferd aan de Laren.